# NGC 7127
NGC 7127 is een open sterrenhoop in het sterrenbeeld Zwaan. Het hemelobject werd op 25 september 1829 ontdekt door de Britse astronoom John Herschel.

## Synoniemen
- OCL 219